# Músculo constrictor superior de la faringe
El músculo constrictor superior de la faringe tiene forma cuadrilatera, se inserta:
- Arriba en la parte mediana, en el tubérculo faríngeo.
- Adelante al igual que la fascia faringobasilar, en el borde posterior de la lámina medial de la apófisis pterigoides: porción pterigofaringea. En el rafe pterigomandibular, en cuyo borde anterior se inserta el músculo buccinador : porción bucofaringea; en la parte posterior de la línea milohioidea de la mandíbula: porción milofaringea; en la musculatura intrínseca de la lengua:porción glosofaringea.

Se extiende de adelante hacia atrás, ascendiendo hacia la línea mediana, donde se reúne con su homólogo opuesto a través del rafe faringeo. Sus fibras superiores dejan libre la parte superior y lateral de la fascia faringobasilar.

## Hiato superior
Entre el músculo constrictor superior de la faringe y el constrictor medio de la faringe se encuentra el hiato superior.
Por el cual discurren el nervio glosofaríngeo, el músculo estilofaríngeo, y el ligamento estilohioideo.
- Datos: Q537486
- Multimedia: Superior pharyngeal constrictor muscle / Q537486